# Metacromantis
Metacromantis är ett släkte av bönsyrsor som ingår i familjen Hymenopodidae.
Släktet omfattar två arter::
- Metacromantis nigrofemorata
- Metacromantis oxyops